# (10027) Perozzi
(10027) Perozzi es un asteroide perteneciente al cinturón de asteroides descubierto por Edward L. G. Bowell desde la Estación Anderson Mesa, en Flagstaff, Estados Unidos, el 30 de marzo de 1981.

## Designación y nombre
Perozzi se designó inicialmente como 1981 FL.
Más adelante, en 2001, fue nombrado en honor del astrónomo italiano Ettore Perozzi.

## Características orbitales
Perozzi está situado a una distancia media del Sol de 2,37 ua, pudiendo acercarse hasta 1,928 ua y alejarse hasta 2,812 ua. Su inclinación orbital es 7,897 grados y la excentricidad 0,1864. Emplea en completar una órbita alrededor del Sol 1333 días. El movimiento de Perozzi sobre el fondo estelar es de 0,2701 grados por día.

## Características físicas
La magnitud absoluta de Perozzi es 14,3.